# Bathytroctes inspector
Bathytroctes inspector är en fiskart som beskrevs av Garman, 1899. Bathytroctes inspector ingår i släktet Bathytroctes och familjen Alepocephalidae. Inga underarter finns listade.